# Habenaria canastrensis
Habenaria canastrensis är en orkidéart som beskrevs av João Aguiar Nogueira Batista och B.M.Carvalho. Habenaria canastrensis ingår i släktet Habenaria och familjen orkidéer. Inga underarter finns listade i Catalogue of Life.